# Diecezja Dumaguete
Diecezja Dumaguete – diecezja rzymskokatolicka na Filipinach. Powstała w 1955 z terenu diecezji Bacolod.

## Lista biskupów
- Epifanio Surban Belmonte †( 1955 - 1989)
- Angel N. Lagdameo (1989 - 2000)
- John Forrosuelo Du (2001 - 2012)
- Julito Buhisan Cortes (od 2013)